# Haters
«Haters» — пісня, написана Гіларі Дафф, Гейлі Дафф, Чарлі Міднайтом та Марком Сверскі; спродюсована Чарлі Міднайтом та Марком Сверскі. Пісня створена у жанрі поп-року. Записана американською поп-співачкою Гіларі Дафф для її студійного альбому «Hilary Duff» (2004). 
Разом із піснями «Mr. James Dean» та «The Last Song», «Haters» одна із трьох композицій в альбомі «Hilary Duff», в написанні якої Дафф брала участь.

## Чутки про справжній сенс пісні
В пісні Дафф хотіла зобразити своє життя, свої втрати і злість на певні ситуації. Після релізу альбому про пісню почали ходити плітки, що вона присвячена американській акторці Ліндсі Лоан, через яку в 2003 Дафф порвала стосунки із її тодішнім хлопцем співаком Аароном Картером. На каналі MSNBC було повідомлено, що Дафф прокоментувала, що Лоан спеціально заперечує своє відношення до пісні, аби привернути собі ще більше уваги. Пізніше Дафф наголосила, що не давала такого коментаря і заперечила будь-яке відношення Лоан до тематики чи створення пісні «Haters».
Негативний емоційний настрій пісні відображений словами приспіву: «Гейтери — ви покидьки людського роду/ Гейтери - ви отрута і непотріб/ Мені б хотілось, щоб вони просто пропали/ Бо вони всюди чужі —/Гейтери, гейтери!» У тексті є натяки на ймовірну суперницю — зовні блискучу, але фальшиву і штучну насправді.